# Distretto di Loikaw
Il distretto di Loikaw (in lingua birmana: လွိုင်ကော်‌ခရိုင်) è un distretto della Birmania, situato nello Stato Chin.

## Suddivisioni
Il distretto è suddiviso in 4 township, che sono:
- Loikaw
- Demoso
- Hpruso
- Shadaw